# Torre de la Riba
La Torre de la Riba és una obra noucentista d'Olot (Garrotxa) protegida com a bé cultural d'interès local.
És un edifici rodejat per un jardí. Està format per dos cossos principals, un de planta baixa i dos pisos i l'altre amb una torre de tres pisos. La composició de l'espai i els detalls arquitectònics està molt treballada.